# Брежнева, Галина Леонидовна
Гали́на Леони́довна Бре́жнева (18 апреля 1929, Свердловск, СССР — 30 июня 1998, Добрыниха, Московская область, Российская Федерация) — дочь Генерального секретаря ЦК КПСС Леонида Брежнева. Приобрела негласную скандальную известность благодаря своему эксцентричному и своенравному характеру, что не освещалось в СМИ, но активно обсуждалось в обществе.

## Биография

Галина с братом Юрием. Алма-Ата, 1942 год.

Галина Леонидовна Брежнева родилась 18 апреля 1929 года в Свердловске. Отец — Леонид Ильич Брежнев (1906—1982), в то время работал заместителем председателя Бисертского райисполкома Уральской области; мать — Виктория Петровна Брежнева (Денисова) (1907—1995), домохозяйка, по образованию акушерка.
У Галины был младший брат Юрий (1933—2013). В детстве и юношестве много путешествовала по местам исполнения обязанностей отца, хотела стать актрисой, готовилась поступать в Москве на актёрский факультет, но отец запретил ей даже думать об артистической карьере. Училась на литературном (филологическом) факультете Орехово-Зуевского педагогического института. Когда отец стал работать в Молдавии, Галина перевелась на филологический факультет Кишинёвского государственного университета, однако мало интересовалась наукой и педагогикой, а в 1951 году вовсе бросила университет, уехав из Кишинёва вместе с будущим мужем Евгением Милаевым.
За годы своей жизни Галина Леонидовна работала костюмером в цирке, в агентстве печати «Новости», в архивном управлении МИД СССР в ранге советника-посланника, в Московском государственном университете имени М. В. Ломоносова.

## Личная жизнь
Галина Леонидовна Брежнева была официально замужем три раза и имела несколько романов.

### Евгений Милаев
Первым мужем Галины Леонидовны стал артист цирка акробат-силач Евгений Милаев. Они встретились в 1951 году, когда Милаев с цирком был на гастролях в Кишинёве. Евгений был старше Галины на 20 лет, имел двоих детей-близнецов 1948 года рождения, мать которых умерла при родах. Галина занималась домашним хозяйством и ездила с мужем по гастролям, работая в его номере костюмершей.
Брак, продлившийся 10 лет, распался из-за измены мужа с молодой артисткой цирка. Сам Милаев сделал стремительную карьеру за время брака с Брежневой — от эквилибриста до Героя Социалистического Труда и директора Московского цирка.
Поняв, что потерял Галину навсегда, Евгений Милаев подал запоздалую жалобу Брежневу.
Милаев Галю боготворил, буквально носил её на руках, делал шикарные подарки, осыпал бриллиантами, подарил соболью шубу. И она этого заслуживала. Галя была прекрасной женой, хозяйкой, великолепно готовила. Более того, приняла детей Милаева, Сашу и Наташу.
В браке родилась дочь — Виктория Евгеньевна Милаева (Виктория Филиппова, во втором браке замужем за Геннадием Варакутой) (1952—6.1.2018). Внучка (дочь Виктории от первого брака) — Галина Филиппова (род. 1973), была замужем за инженером Олегом Дубинским. Правнуков у Галины Брежневой нет.
Приёмные дети Галины (дети Евгения Милаева от первого брака) — Александр и Наталья Милаевы. Всю жизнь работали в цирке, в том числе в номере отца «Эквилибристы на ножных лестницах».

### Игорь Кио
В 1962 году Галина Леонидовна закрутила бурный роман с иллюзионистом Игорем Кио, которому на тот момент было 18 лет, в то время ей было 33 года.
Галина приняла предложение Игоря стать его женой, официально оформила развод с Милаевым и вступила с ним в брак, поставив Леонида Брежнева уже перед свершившимся фактом запиской «Папа, я влюбилась. Ему 25», и уехала с молодым мужем в Сочи.
Она была просто женщиной, хорошей матерью, женой, хозяйкой. В этом было её предназначение
— Игорь Кио.
Поступок дочери вызвал гнев Леонида Брежнева. Он отправил за молодыми сотрудников органов госбезопасности, которые доставили Галину в Москву, а у Кио отняли паспорт. Позже ему вернули новый паспорт, без отметки о браке. Официально они были женаты всего 10 дней. 

Развод не мешал Галине встречаться с Игорем Кио, и их роман продолжался ещё около трёх лет — она ездила к нему на гастроли, где они встречались в гостиницах, в Москве проводили время на квартирах друзей. Встречи становились всё реже, а роман сошёл на нет лишь в период, когда Леонид Брежнев стал генеральным секретарём ЦК КПСС.

### Юрий Чурбанов
В январе 1971 года во время одной из вечеринок в ресторане Московского дома архитектора Галина Леонидовна познакомилась с красивым, молодым и сильным военным — майором (по другим данным подполковником) внутренней службы Юрием Чурбановым. Ему было 34 года, а ей 41 год.
После недели их бурного романа Галина познакомила своего избранника с отцом. Леониду Ильичу, уставшему от экстравагантных любовных похождений дочери, Чурбанов понравился. Юрий Михайлович развёлся с женой и женился на Галине Леонидовне.
После этого брака карьера Чурбанова резко пошла вверх. Он в короткий срок стал заместителем министра внутренних дел СССР (генерал-лейтенантом), а затем первым заместителем (генерал-полковником) министра внутренних дел СССР. Брак официально продолжался 20 лет.
После ареста и суда, когда Чурбанов находился в местах заключения, Галина Леонидовна подала на развод и раздел имущества, что и было сделано в 1991 году. В суде она доказала, что большая часть имущества, конфискованная у Юрия Чурбанова по решению суда, либо принадлежала ей до брака, либо являлась подарками и наследством отца. Ей вернули автомобиль Mercedes Benz, антикварную мебель, люстры, коллекцию оружия, коллекцию из чучел животных.

### Романы
Галина Леонидовна была довольно влюбчивой натурой. За годы своей жизни она имела несколько романов, не закончившихся браком, но широко обсуждаемых в обществе. У неё была связь с журналистом газеты «Советская культура» Олегом Широковым, журналистом Александром Авдеенко.
Отмечают также близкую связь Галины Брежневой с артистом балета Марисом Лиепой. Когда Галина приходила на его выступления, в зале на её месте всегда лежали шикарные цветы. Марис был женат и обещал Галине, что бросит семью ради неё. Она помогала ему в карьере и ждала. Так продолжалось около пяти лет. В результате терпение её кончилось, и они расстались.
Наиболее скандальной считается связь Галины с цыганским актёром и певцом Борисом Буряцей (1946—1987). Этот роман возник в то время, когда она была замужем за Ю. Чурбановым и Галине Леонидовне было за 50 лет. Буряца быстро превратился из артиста театра «Ромэн» в солиста Большого театра.
После пропажи бриллиантов из квартиры артистки Ирины Бугримовой в декабре 1981 года его пытались обвинить в причастности к краже и уличить в торговле крадеными драгоценностями. Причастность Буряцы к краже доказать не удалось, но его осудили, не без участия Чурбанова, за спекуляцию на пять лет лишения свободы, найдя в его квартире несколько шуб. Все попытки Галины Леонидовны вступиться за Бориса Буряцу не увенчались успехом.

## Последние годы
После смерти Леонида Брежнева в 1982 году, во времена правления Ю. В. Андропова, Галина Брежнева фактически оказалась под домашним арестом на своей подмосковной даче. При этом, попав в опалу при новой власти — уже во времена правления М. С. Горбачёва сумела выиграть судебный процесс против государства, пытавшегося конфисковать её дачу, машину и другие подарки отца.
После смерти отца стала злоупотреблять алкоголем. В августе 1994 года была помещена в психиатрическую больницу. Скончалась Галина Леонидовна Брежнева 29 июня 1998 года от инсульта, в селе Добрыниха Домодедовского района Московской области, в Психиатрической больнице № 2 им. О. В. Кербикова, во время прохождения курса лечения от хронического алкоголизма. 
Похоронена на Новодевичьем кладбище, рядом с матерью Викторией Петровной.

## В культуре и искусстве

### Киновоплощения
- Сериал «Красная площадь» (2004) — Людмила Нильская
- Сериал «Галина» (2008) — Людмила Нильская
- Сериал «Охотники за бриллиантами» (2011) — Мария Аронова
- Сериал «Дело гастронома № 1» (2011) — Маргарита Шубина.
- Сериал «Маргарита Назарова» (2015) — Дарья Юрская.

### Видео
- Документальный фильм Л. Млечина «Галина Брежнева. Изгнание из рая»
- Документальный фильм А. Пиманова «Галина Брежнева»

### Образ в литературе
- Является героиней романа Эдуарда Тополя «Красная площадь» и романа Игоря Минутко «Бездна. Миф о Юрии Андропове».